# Boscobel
Boscobel és una població dels Estats Units a l'estat de Wisconsin. Segons el cens del 2000 tenia 3.047 habitants.

## Demografia
Segons el cens del 2000, Boscobel tenia 3.047 habitants, 1.174 habitatges, i 752 famílies. La densitat de població era de 412,8 habitants per km².
Dels 1.174 habitatges en un 32,3% hi vivien nens de menys de 18 anys, en un 46,3% hi vivien parelles casades, en un 13,7% dones solteres, i en un 35,9% no eren unitats familiars. En el 30,2% dels habitatges hi vivien persones soles el 16,4% de les quals corresponia a persones de 65 anys o més que vivien soles. El nombre mitjà de persones vivint en cada habitatge era de 2,39 i el nombre mitjà de persones que vivien en cada família era de 2,96.
Per edats la població es repartia de la següent manera: un 24,8% tenia menys de 18 anys, un 9,9% entre 18 i 24, un 29,5% entre 25 i 44, un 18,1% de 45 a 60 i un 17,7% 65 anys o més.
L'edat mediana era de 36 anys. Per cada 100 dones de 18 o més anys hi havia 95,7 homes.
La renda mediana per habitatge era de 32.698 $ i la renda mediana per família de 37.527 $. Els homes tenien una renda mediana de 24.806 $ mentre que les dones 19.617 $. La renda per capita de la població era de 15.432 $. Aproximadament el 6% de les famílies i el 9,6% de la població estaven per davall del llindar de pobresa.

## Poblacions més properes
El següent diagrama mostra les poblacions més properes.